# 断層地震説
断層地震説（だんそうじしんせつ）は、断層の運動そのものが地震であり、揺れを引き起こすという説。
かつて日本の地震学においては、陥没地震・隆起地震・岩漿貫入など、何らかの地殻の変形が地震となり、その結果として崖崩れなどと同様に断層が作られるという説があったが、断層地震説はそれらに対立する学説である。その後の研究で、地震波の押し波と引き波の分布や地殻変動の調査などから、断層の動きと地震波との関連を示す実証例が認められ、またメカニズムを説明した弾性反発説も実証されたことから、断層地震説が定着した。